# 厄拉·亞科布松
厄拉·亞科布松（Ulla Jacobsson；1929年5月23日—1982年8月20日），又譯烏娜·積閣遜或烏拉·雅各布森，是一位瑞典女演員，因為是著名戰爭電影《戰血染征袍》的少數女性角色而聞名。她曾在名導演英格玛·伯格曼的多部電影裡擔崗演出。

## 生平

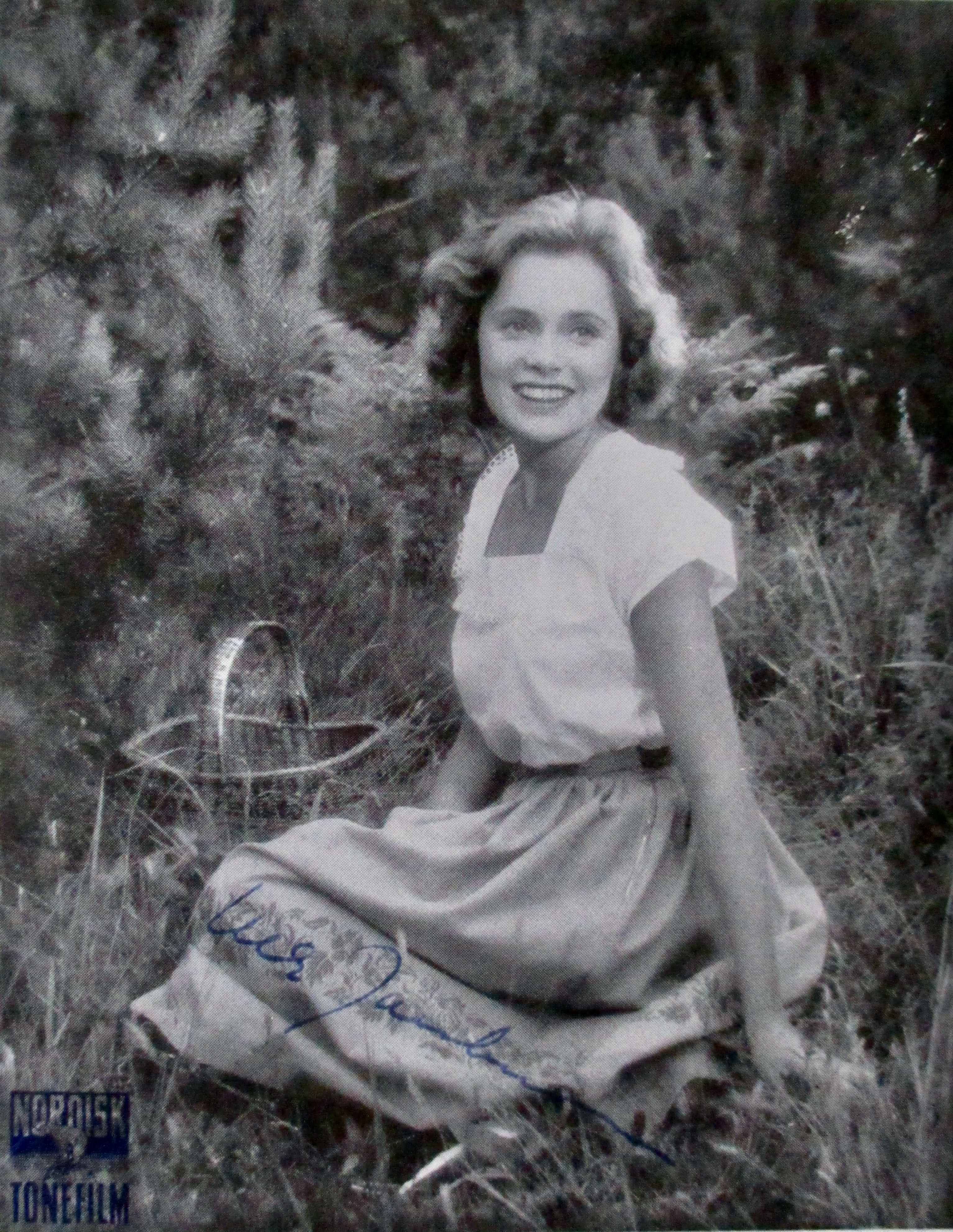
厄拉·亞科布松, Ulla Jacobsson.

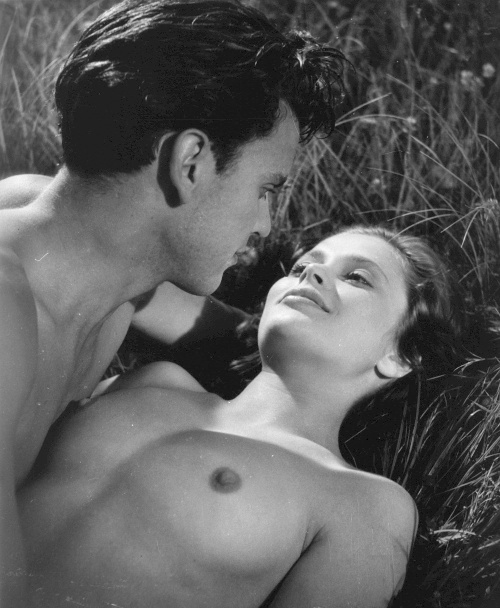
飾演農家女克斯廷的亞科布松與Folke Sundquist當年在電影《一個幸福的夏天》的一場裸泳鏡頭在當時曾引起爭議。

亞科布松出生於瑞典西約塔蘭省的哥德堡。1947年，她成為哥德堡市劇院的學生，學習在舞台上演出。
1951年，她因為在電影《一個幸福的夏天》裡的一場裸泳鏡頭引起爭議而注目，並因此於1952年柏林電影節憑這套電影奪得金熊獎。這是柏林電影節首次把金熊獎授予瑞典電影，而這套電影之後亦於1955年在美國上映。
1960年代初，亞科布松走向國際，無論在舞台和電影均有擔崗演出，但主要是扮演一些嚴肅或焦慮的角色。
她是名導演英格玛·伯格曼的愛將之一，曾在伯格曼的多部電影裡擔崗演出，計有：《夏夜的微笑》、《鐵勒瑪九壯士》等。
1967年，她憑電影《每一年》取得當年德國電影獎的最佳女配角獎。
厄拉·亞科布松曾經結婚三次，並透過婚姻取得奧地利國籍。她的第一段婚姻與維也納工程師約瑟夫，二人育有一名女兒麥田。她的第二次婚姻是與的荷蘭畫家弗蘭克，二人育有一個兒子。最後，她的第三次婚姻與奧地利的民族學教授。
亞科布松的電影事業於1970年代結束。1982年8月20日，厄拉·亞科布松因骨癌在奧地利維也納病逝，終年53歲，安葬於維也納中央公墓。

## 作品列表
- Ett köpmanshus i skärgården（瑞典语：Ett köpmanshus i skärgården (TV-serie)） (電視連續劇，1973年)
- 《鐵勒瑪九壯士》（Hjältarna från Telemarken，1965年，又譯《血染雪山红》、《雪地英雄》[1]）
- 《戰血染征袍》（1964年）
- 《幽靈馬車》（Körkarlen，1958年）
- 《夏夜的微笑》（Sommarnattens leende，1955年）[1] 飾 风流律师艾格曼現時的妻子安（Anne Egerman）[2]
- 《一個幸福的夏天》（Hon dansade en sommar，1951年，成名作）

## 外部連結
- Ulla Jacobsson在互联网电影资料库（IMDb）上的資料（英文）
- 在AllMovie上厄拉·亞科布松的頁面（英文）